# Sant'Angelo dei Lombardi
Sant'Angelo dei Lombardi is een gemeente in de Italiaanse provincie Avellino (regio Campanië) en telt 4404 inwoners (31-12-2004). De oppervlakte bedraagt 54,8 km², de bevolkingsdichtheid is 78 inwoners per km².
De volgende frazioni maken deel uit van de gemeente: Vedi elenco.

## Demografie
Sant'Angelo dei Lombardi telt ongeveer 1700 huishoudens. Het aantal inwoners daalde in de periode 1991-2001 met 11,5% volgens cijfers uit de tienjaarlijkse volkstellingen van ISTAT.
| Jaar | Inwoneraantal |
| ---- | ------------- |
| 1991 | 4795          |
| 2001 | 4244          |

## Geografie
De gemeente ligt op ongeveer 875 meter boven zeeniveau.
Sant'Angelo dei Lombardi grenst aan de volgende gemeenten: Guardia Lombardi, Lioni, Morra De Sanctis, Nusco, Rocca San Felice, Torella dei Lombardi, Villamaina.